# سرعة انفجارية

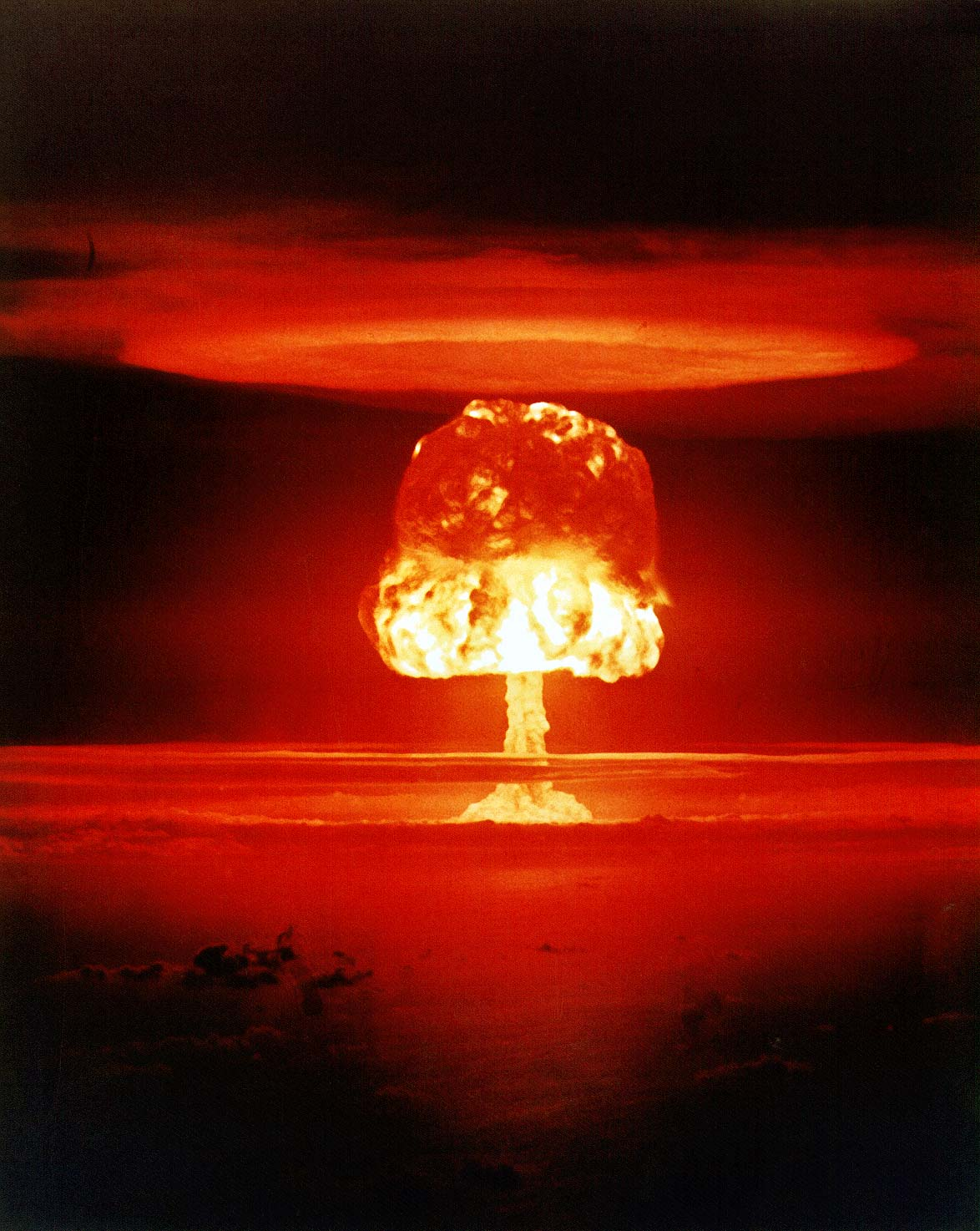

السرعة الانفجارية (بالإنجليزية: Explosive Velocity) هي السرعة إلى أي موجة إنصادمية أمامية تنتقل من خلال متفجرات منفجرة. البيانات المسجلة لمادة محددة دائماً تظهر تنبؤ صعب استنادا على نظرية سلوك الغازات. كما هو مطبق عمليا فأن السرعة الأنفجارية صعبة القياس، السرعات الانفجارية دائما تكون أسرع من الصوت.